# Arisaema kiushianum
Arisaema kiushianum là một loài thực vật có hoa trong họ Ráy (Araceae). Loài này được Makino mô tả khoa học đầu tiên năm 1918.